# Mararaba
Mararaba est un village camerounais de la région de l'Est. Il dépend du département Lom-et-Djérem et de la commune de Bétaré-Oya. Le village se trouve dans le canton de Yayoué. 

## Population
En 2011, la population de Mararaba était de 1 300 personnes dont 579 habitants de moins de 15 ans et 156 de moins de 6 ans. 
Elle était de 653 personnes en 2005 et de 595 lors du recensement de 1966.

## Infrastructures
Mararaba possède l'une des 12 salles communales de la commune de Bétaré-Oya et une école familiale agricole. 
En 2011, il était prévu dans le plan communal de développement de construire une pépinière forestière, un logement d'astreinte pour les chefs de poste forestier, ainsi qu'un centre d'alphabétisation et un stade de foot. 